# Parasola galericuliformis
Parasola galericuliformis är en svampart som först beskrevs av Losa ex Watling, och fick sitt nu gällande namn av Redhead, Vilgalys & Hopple 2001. Parasola galericuliformis ingår i släktet Parasola och familjen Psathyrellaceae.  Arten är reproducerande i Sverige. Inga underarter finns listade i Catalogue of Life.